# Bonté (nouvelle)
Bonté (en russe Благость, en anglais Beneficence) est une nouvelle de Vladimir Nabokov écrite en russe en mars 1924 et publiée dans la revue russe Roul à Berlin le 28 avril 1924. La nouvelle fait aujourd'hui partie du recueil La Vénitienne et autres nouvelles.

## Éditions
- Vladimir Nabokov (trad. de l'anglais par Maurice et Yvonne Couturier, Bernard Kreise et Laure Troubetzkoy), Nouvelles complètes, Paris, Gallimard, coll. « Quarto », mars 2010, 868 p. (ISBN 978-2-07-012786-3), « Bonté »

- (en) Vladimir Nabokov (trad. Dmitri Nabokov, préf. Dmitri Nabokov), Collected Stories (Recueil de nouvelles), Londres, Penguin Books, coll. « Modern Classics », 2010 (1re éd. 1965), 800 p. (ISBN 978-0-14-118345-9), « Beneficence »